# Farkadona
Farkadona (griechisch Φαρκαδόνα) ist eine Gemeinde der griechischen Region Thessalien. Verwaltungssitz der Gemeinde ist der gleichnamige Ort Farkadona.

## Lage
Das Gemeindegebiet reicht von der nordwestlichen thessalischen Tiefebene bis zu den südwestlichen Ausläufern der Antichasia-Berge. Im Süden bildet der Pinios streckenweise die Grenze zur Gemeinde Palamas. Weitere Nachbargemeinden sind Trikala im Westen, Elassona im Norden, Tyrnavos im Nordosten und Larisa im Osten.

## Verwaltungsgliederung
Die Gemeinde wurde nach der Verwaltungsreform 2010 aus dem Zusammenschluss der ehemaligen Gemeinden Farkadona, Ichalia und Pelinnei gebildet. Verwaltungssitz der Gemeinde ist Farkadona. Die ehemaligen Gemeinden bilden seither Gemeindebezirke. Die Gemeinde ist weiter in 2 Stadtbezirke und 16 Ortsgemeinschaften untergliedert.
| Gemeindebezirk | griechischer Name           | Code   | Fläche (km²) | Einwohner 2011 | Stadtbezirke / Ortsgemeinschaften (Δημοτική / Τοπική Κοινότητα)                 | Lage |
| -------------- | --------------------------- | ------ | ------------ | -------------- | ------------------------------------------------------------------------------- | ---- |
| Farkadona      | Δημοτική Ενότητα Φαρκαδόνας | 260401 | 219,408      | 5.877          | Achladochori, Farkadona, Grizano, Diasello, Zarkos, Keramidi, Panagitsa, Pinias |      |
| Ichalia        | Δημοτική Ενότητα Οιχαλίας   | 260402 | 085,855      | 4.781          | Ichalia, Georganades, Klokotos, Krini, Petroto                                  |      |
| Pelinnei       | Δημοτική Ενότητα Πελλιναίων | 260403 | 063,498      | 2.738          | Nomi, Petrotopos, Servota, Taxiarches, Faneromeni                               |      |
| Gesamt         | Gesamt                      | 2604   | 368,761      | 13.396         |                                                                                 |      |